# Astragalus pectinatus
Astragalus pectinatus là một loài thực vật có hoa trong họ Đậu. Loài này được (Hook.) G.Don miêu tả khoa học đầu tiên.